# Cesar Ankan
Cesar Ankan (安閑天皇 Ankan-teno) je 27. japonski cesar  v skladu s tradicionalnim dednim nasledstvom.
Njegovem vladanju ne moremo pripisati točnih datumov, a naj bi po konvencijah vladal med leti 531 in 536.

## Legenda
Po Kodžikiju je bil Ankan starejši sin cesarja Keitaia. Državi je vladal na začetku 6. stoletja, a so podatki o njegovem življenju skopi. Ko je Keitai dosegel 66 let, je abdiciral s prestola, da bi ga lahko zasedel sin.
Njegov dejanski naziv je bil verjetno Sumeramikoto ali Amenošita Širošimesu Okimi (治天下大王, "veliki kralj, ki vlada pod nebesi"), saj se naziv teno pojavi šele v času cesarja Tenmuja in cesarice Džito. Lahko da so ga nazivali z Jamato Okimi (ヤマト大王/大君, "veliki kralj Jamata").
Najpomembnejši dosežek njegovega vladanja je bilo grajenje državnih kašč/žitnih silosov, kar nakazuje na širok vpliv cesarska moči.
Ankanov grob tradicionalno povezujejo s kofunom Takaiacukijama v Hibinu, Osaka.

## Družice
Cesarica: Kasuga no Jamada no Himemiko (春日山田皇女), hčerka cesarja Ninkena
Satehime (紗手媛), hčerka Kose no Ohito no Oomija (許勢男人大臣)
Kakarihime (香香有媛), mlajša sestra Satehime
Jakahime (宅媛), hčerka Mononobe no Itabi no Oomuradžija (物部木蓮子大連)